# Moskole
Moskole – placki z mąki owsianej lub jęczmiennej, pieczone na rozgrzanej blasze, pospolita potrawa górali północnej strefy Zachodnich Karpat. Znane pod tą nazwą głównie na Żywiecczyźnie, Orawie, Podhalu i Spiszu. Robiono je z ciasta przaśnego (tj. niezakwaszonego i niesolonego), pieczono bez użycia tłuszczu. Spożywano samodzielnie lub z dodatkiem kwaśnicy, kapusty, a w sezonie na szałasie popijając żętycą.
Aktualnie (XXI w.) moskole ziemniaczane promowane są jako potrawa regionalnej kuchni podhalańskiej.
Placek „moskol” został wpisany 25 sierpnia 2011 na Listę produktów tradycyjnych polskiego Ministerstwa Rolnictwa i Rozwoju Wsi w kategorii „Gotowe dania i potrawy” w województwie małopolskim. Według oficjalnej specyfikacji upieczony placek ma grubość ok. 1 cm, szerokość 7–25 cm i długość 10–40 cm. Moskole podaje się z masłem, bryndzą i wędzoną słoniną.

## W kulturze popularnej
O moskolu owsianym ułożono przyśpiewkę.
Moskolicku łowsiany na blasce piecony
jesceś nie upiecony, juzześ łobrymbiony.